# دينيس هنري
دينيس هنري (بالإنجليزية: Denis Henry)‏ هو سياسي بريطاني، ولد في 19 أبريل 1931، وتوفي في 6 مارس 2010. انتخب عضو مجلس الشورى البريطاني.